# Begonia sect. Augustia
Begonia secc. Augustia es una sección del género Begonia, perteneciente a la familia de las begoniáceas, a la cual pertenecen los siguientes géneros: 

## Géneros
- Begonia angolensis
- Begonia brevibracteata
- Begonia dregei
- Begonia geranioides
- Begonia homonyma
- Begonia princeae
- Begonia pygmaea
- Begonia riparia
- Begonia stolzii
- Begonia sutherlandii
- Begonia tayloriana
- Begonia wakefieldii